# Коми литература
Коми литература — совокупность письменных произведений на коми языке, который является государственным языком Республики Коми.

## Древнепермские памятники письменности
Письменность для языка коми впервые была создана святым Стефаном Пермским в 1372 году на оригинальной графике. По мнению профессора В.И. Лыткина, она была основана на греческой и русско-славянской письменностях, тогда как финский учёный Гюнтер Стипа склоняется к тому, что некоторые символы сильно похожи на древнегрузинские и древнеармянские. Этот алфавит, называвшийся абур или анбур, ограничено использовался до XVI века. Памятниками древнепермского язык являются фрагменты переводов Библии на старых иконах и несколько отрывков из литургии, написанных уже русскими буквами.

## «Эпоха рассвета поэзии»
Коми литература как письменное художественное творчество на коми языке возникла в первой половине XIX века, в список «известных зырянских пиитов» И.А. Куратов включает П. Клочкова, П. Распутина, Е. Лыткина и своего брата В. Куратова. 
Первым известным поэтом коми является Василий Алексеевич Куратов (1820—1861), сын пономаря из с. Кибра (совр. Куратово), который собирал, записывал фольклорные произведения, а затем и сам стал писать стихи, не сохранившиеся до наших дней. Переводы русского фольклора и собственные песни П.Ф. Клочкова запомнила и записала его племянница Ф.И. Забоева, что позволило их сохранить, но напечатаны они были только в 1961 году. Некоторые его произведения стали народными песнями. Именно период творчества Клочкова коми литературовед В.И. Мартынов называет «Поэзия востымасян кад» («Эпохой рассвета поэзии»). Как авторитетному поэту, свои стихи на отзыв Клочкову посылает священник Пётр Васильевич Распутин (1820—1901), тогда как произведения самого Петра Распутина много критиковал И.А. Куратов за бедность языка, неумелости составления формы, но поддерживал его мысли о необходимости «убедить край спящих зырян, что их язык премил». Среди стихов Распутина есть переводы псалмов, подражание Шишкову, а также собственные сочинения. Г.С. Лыткин (коми Ёгуш) большинство своих стихотворных произведений написал во время учёбы в Санкт-Петербургском университете в 1855-м, в том же году были напечатаны «Коми бӧрдкыв Николай Мудрӧй кулӧм вылӧ» («Зырянское слезное слово на кончину Николая Мудрого») и «Коми кыв-вор Александр Николаевич сарство пуксьӧм вылӧ» («Зырянское слово на восшествие на престол Александра Николаевича»). Для книги «Зырянский край при епископах Пермских и зырянский язык» он переводил на коми язык русский фольклор, а также составил коми тексты о жизни Стефана Пермского и истории народа коми.
Основоположников коми литературы является поэт Иван Куратов. Масштабные картины народной жизни и человеческой судьбы он стремился создать в поэмах «Ягморт», «Пама», «Пасъяс синтӧмлӧн». К основанным на фактографическом, документальном историческом материале произведение относится «Сказание о грозной девятилетней буре, разразившейся над ижемцами с 1833 по 1841 год» (1888), написанное бывшим писарем Краснособорского сельского общества Фёдором Филипповым о волнениях ижемских крестьян. М.Н. Лебедев (коми Юсь) с 1898 года писал только на русском языке — на коми же его призвал писать молодой революционно настроенный учитель А.А. Маегов в 1914-м, в том же году в фольклорно-литературном сборнике «Коми мойдан и сьылан кывъяс» вышли его первые восемь стихотворений, высмеивающие царскую политику и показывающие ненависть крестьян к богатым.

## Советская коми литература
Широкое развитие Коми литература получила только после Октябрьской революции. Наиболее видный коми писатель и поэт Виктор Савин (коми Нёбдінса Виттор) который написал большое количество стихотворений, коми песен (с мелодиями) и до 20 больших пьес (оригинальных и переводных), в том числе историческую драму «Кулӧмдінса бунт» (Усть-Куломский бунт), повествующая о бунте коми крестьян в 1841—1843 гг., а также антирелигиозные художественные пьесы «Райын» (В раю) и «Инасьтöмлов» (Бесприютная душа) и другие. Поэт Василий Лыткин (коми Илля Вась) в 1927 году создал поэму «Мунӧны» (Идут), посвящённая героям Гражданской войны в Коми крае. Он также перевёл на коми язык стихи А. С. Пушкина, Ф. И. Тютчева, Ш.Петёфи, В. В. Маяковского, Д.Бедного, К. И. Чуковского. Писатель Василий Юхнин (коми Луздор Вась) создал первый коми роман «Алӧй лента» (Алая лента, 1941) и роман об освоении богатств Севера «Тундраса бияс» (Огни тундры, 1949—57). Основная темой рассказов и повестей другого писателя — Ивана Изъюрова (коми Изъюр Иван) является преобразование Севера. В своих повестях «Тималӧн бригада» (Тимкина бригада, 1932), «Доменьлӧн мыж» (Преступление Доментия, 1936), в сборнике рассказов «Шуд» (Счастье, 1935) он изобразил труд лесорубов, социалистическое переустройство деревни, а в повестях «Миян грездса нывъяс» (Девушки нашей деревни, 1958), «Эжва йылын» (В верховьях Вычегды, 1959) — жизнь лесозаготовителей, колхозной молодёжи.
Николаем Фроловым (коми Сук Парма) были написаны поэма о героине Гражданской войны в Коми крае Домне Каликовой «Домна» (1936) и драма в стихах на фольклорно-исторический сюжет «В глухой тайге» (1941). Образ Домны Каликовой позднее был воссоздан в романе Геннадия Фёдорова «На заре» (1959—1962). Значительным достижением национальной драматургии этого периода стало создание лирических комедий Н. М. Дьяконовым «Свадьба приданнӧйӧн» (Свадьба с приданым, 1949), В. Д. Лекановым «Сиктса рытъяс» (Сельские вечера, 1954), А. К. Ларевым «Льӧм пу дрын аддзысьлӧмъяс» (Свидание у черёмухи, 1959), Г. А. Юшковым «Макар Васька — сиктса зон» (Озорник, 1960). Писатель Яков Рочев (коми Митрук Як) в 1951 году создал эпическую трилогию «Кык друг» (Два друга, 1951, рус. пер. 1960), «Изьва гызьӧ» (Ижма волнуется, 1959), «Му вежӧм» (Обновление земли, 1966), рассказывающие о предреволюционных и революционных событиях, Гражданской войне, о судьбах коми и ненцев в ходе становления Советской власти.